# Mancha ocular

Representación esquemática de una célula de Euglena con una mancha ocular roja (9).

Representación esquemática de una célula de Chlamydomonas con una mancha ocular cloroplástica (4).

La mancha ocular (o estigma) es un orgánulo fotorreceptor que se encuentra en las células flageladas (móviles) de algunas algas verdes y de otros organismos unicelulares fotosintéticos tales como los euglénidos. La mancha ocular permite a las células detectar la dirección e intensidad de la luz y responder dirigiéndose hacia ella (fototaxis) o alejándose ("fotoshock" o respuesta fotofóbica). Esto permite a la célula buscar la cantidad de luz óptima para la fotosíntesis. Las manchas oculares son los ojos más simples y más comunes encontrados en la Naturaleza, pues se componen simplemente de proteínas fotorreceptoras y un sistema de transducción de señales que genera una respuesta fotovoltaica.

## Estructura microscópica
Bajo el microscopio óptico, la mancha ocular aparece como una mancha oscura, a menudo rojiza, como un estigma. El color se debe a las cromoproteínas que contiene, tales como chlamiopsina, volvoxopsina u otros fotopigmentos.
Euglena contiene un cuerpo paraflagelar que conecta la mancha ocular con el flagelo. Al microscopio electrónico, la mancha ocular aparece como una estructura lamelar altamente ordenada, formada por barras membranosas de disposición helicoidal.
En Chlamydomonas, la mancha ocular forma parte del cloroplasto y toma la apariencia de un sandwich membranoso. Se compone de una membrana cloroplástica (membranas exterior, interior y tilacoide) y gránulos rellenos de carotenoides rodeados por una membrana plasmática. Durante la división celular se desarma y se vuelve a ensamblar en las células hijas en una posición asimétrica en relación con el citoesqueleto.

## Proteínas de la mancha ocular
Las proteínas predominantes en la mancha ocular son las proteínas fotorreceptoras que detectan luz. Los fotorreceptores encontrados en los organismos unicelulares caen en dos grupos principales: flavoproteínas y retinilidenes (rodopsinas). La flavoproteínas se caracterizan por contener moléculas flavinas como cromóforos, mientras que las proteínas retinilidenes contienen retinaldéhido. Las proteínas fotorreceptoras en Euglena son probablemente flavoproteínas. En contraposición, en Chlamydomonas son rodoposinas de tipo archaeano.
Además de las proteínas fotorreceptoras, la mancha ocular contiene un gran número de proteínas estructurales, metabólicas y de señalización. La mancha ocular proteómica de las células de Chlamydomonas se compone de alrededor de 200 proteínas diferentes.

## Fotorrecepción y transducción de la señal
El fotorreceptor de Euglena se ha identificado como adenilato ciclasa activado por luz azul. La excitación de esta proteína receptora conduce a la formación de adenosín monofosfato cíclico (cAMP) como un mensajero secundario. La transducción de la señal química desencadena finalmente cambios en los patrones de movimiento de los flagelos, y por tanto en el movimiento de la célula.
Las rodopsinas de tipo archaeano de Chlamydomonas contienen un cromatóforo todo-trans retinilidene que experimenta fotoisomerización a un 13-cis isómero. Ello activa un canal fotorreceptor, produciendo un cambio en el potencial de membrana y en la concentración celular de ion cálcio. La transducción de la señal fotoeléctrica finalmente desencadena cambios en el movimiento flagelar y por lo tanto en el movimiento celular.